# NGC 5786
NGC 5786 est une galaxie spirale barrée située dans la constellation du Centaure. Sa vitesse par rapport au fond diffus cosmologique est de 3 178 ± 14 km/s, ce qui correspond à une distance de Hubble de 46,9 ± 3,3 Mpc (∼153 millions d'al). NGC 5786 a été découverte par l'astronome britannique John Herschel en 1834.
La classe de luminosité de NGC 5786 est II-III et elle présente une large raie HI. La luminosité de NGC 5786 dans l'infrarouge lointain (de 40 à 400 µm)  est égale à 2,24 × 1010 {\displaystyle L_{\odot }} (1010,35{\displaystyle L_{\odot }}) et sa luminosité totale dans l'infrarouge (de 8 à 1 000 µm) est de 2,82 × 1010 {\displaystyle L_{\odot }} (1010,45{\displaystyle L_{\odot }}).
À ce jour, cinq mesures non basées sur le décalage vers le rouge (redshift) donnent une distance de 26,440 ± 5,705 Mpc (∼86,2 millions d'al), ce qui est nettement à l'extérieur des valeurs de la distance de Hubble. Notons que c'est avec la valeur moyenne des mesures indépendantes, lorsqu'elles existent, que la base de données NASA/IPAC calcule le diamètre d'une galaxie et qu'en conséquence le diamètre de NGC 5786 pourrait être d'environ 40,9 kpc (∼133 000 al) si on utilisait la distance de Hubble pour le calculer.